# Instituto Cultura y Sociedad (Universidad de Navarra)
El Instituto Cultura y Sociedad (ICS) es el centro de investigación en Humanidades y Ciencias Sociales de la Universidad de Navarra. Fue creado en 2010, continuando el modelo de investigación de la Universidad en otros campos como la empresa (IESE), la biomedicina (Clínica Universidad de Navarra y Centro de Investigación Médica Aplicada) y la ingeniería (CEIT).
Su objetivo es realizar una labor de investigación que responda a los grandes desafíos del ser humano. Sus retos globales tienen que ver con la convivencia en un mundo plural, la preservación de los legados para el futuro, el cuidado de la persona, los vínculos y el desarrollo humano, y la tecnología y la creatividad.

## Historia: principales hitos

### 1998
Tras su visita a la Universidad de Navarra para recibir el doctorado honoris causa, el entonces Cardenal Ratzinger (posteriormente Benedicto XVI) propuso al centro académico la creación de una plataforma para promover el diálogo abierto a través de las humanidades, con el objetivo de buscar la verdad y trascender el relativismo. Esa fue la semilla del ICS.

### 2004
En la apertura de curso 2004-2005, José María Bastero, entonces rector, anuncia la creación del Centro de Investigación en Ciencias Sociales y Humanidades con un fin:

Consolidar grupos operativos estables de carácter transversal que acometan proyectos de trascendencia científica y social, cuya envergadura supere las posibilidades de un único departamento y aun de una facultad. […] El propósito es disponer en esas áreas científicas de un centro multidisciplinar de excelencia investigadora, que dinamice la docencia y la tarea investigadora de las facultades implicadas.

### 2009
Se realiza una convocatoria de expresiones de interés de proyectos de investigación interdisciplinar en Humanidades y Ciencias Sociales. En ella se reciben 25 propuestas. Entre enero y julio de 2009, un comité externo internacional selecciona 9 proyectos que pasan a la segunda fase y que son evaluados según su calidad científica, grado de innovación y riesgo, experiencia del equipo, internacionalización, interdisciplinariedad, impacto socioeconómico y capacidad de generar y atraer recursos.

### 2010
Se activa la segunda convocatoria para presentar las nueve expresiones de interés aprobadas. 
Se ponen en marcha los siguientes proyectos: Cultura emocional e identidad, Discurso público, Estrategias persuasivas y de interpretación, Educación de la afectividad y de la sexualidad humana, El abandono de la figuración en las artes contemporáneas, Fronteras y cultura, Ley natural y racionalidad práctica, Mente-cerebro, Religión y sociedad civil y Navarra Center for International Development.

### 2012
Se incorpora un nuevo grupo: ATLANTES: dignidad humana, enfermedad avanzada y cuidados paliativos Archivado el 7 de mayo de 2021 en Wayback Machine..

### 2013
Tras la evaluación del primer trienio, finalizan dos grupos: El abandono de la figuración en las artes contemporáneas y Fronteras y cultura.
Entre septiembre y noviembre de 2013 tiene lugar el roadshow del ICS en siete ciudades españolas: Pamplona, Sevilla, Vigo, Barcelona, Madrid, San Sebastián y Valencia.

### 2016
Inauguración de la nueva sede, en el ala este de la Biblioteca de Humanidades, en el campus de la Universidad de Navarra en Pamplona.
Segunda evaluación trienal de los proyectos, a cargo de un comité externo.
Creación del grupo Creatividad y herencia cultural.

### 2017
Se pone en marcha el grupo Jóvenes en transición. 
Se crea el Blog del Instituto

### 2019
Realización de la primera evaluación interna del centro y de la tercera evaluación a cargo de un comité externo.

### 2020
Se celebra el X aniversario del centro.
Se crea la Cátedra Álvaro d'Ors de Derecho Global, financiada por la Fundación Ciudadanía y Valores. 
Se incorpora la Red WINN.

### 2021
Se crea el Observatorio Global de Cuidados Paliativos, centro colaborador de la Organización Mundial de la Salud.

## Labor investigadora
Cuenta con los siguientes grupos de investigación: ATLANTES Archivado el 16 de febrero de 2017 en Wayback Machine., Creatividad y herencia cultural, Cultura emocional e identidad Archivado el 1 de mayo de 2016 en Wayback Machine., Discurso público, Educación de la afectividad y de la sexualidad humana,  Jóvenes en transición, Mente-cerebro, Religión y sociedad civil  y  Navarra Center for International Development (Centro de Desarrollo Internacional). Este último ha sido designado durante varios años consecutivos como uno de los think tanks del mundo de acuerdo con el Global Go To Think Tank Index Report, elaborado anualmente por la Universidad de Pensilvania (EE. UU.). Asimismo, pertenecen al centro la Cátedra Álvaro d'Ors de Derecho Global y la Red WINN.
En los distintos proyectos de investigación trabajan y colaboran expertos en campos del saber como Psicología, Sociología, Ciencias Políticas, Medicina, Biología, Educación, Derecho, Economía, Filosofía, Enfermería, Historia, Teología, Antropología y Comunicación.

### Generales
1. Investigan en cultura y sociedad: una iniciativa magnánima
2. Un centenar de profesionales de la UN, en la presentación del ICS (enlace roto disponible en Internet Archive; véase el historial, la primera versión y la última).
3. A contracorriente: la UNAV dispuesta a investigar en pleno debate sobre la fuga de talentos
4. ICS: Investigación y desarrollo para un mundo mejor

- Datos: Q25414334
- Multimedia: Instituto Cultura y Sociedad (Universidad de Navarra) / Q25414334